# Église Saint-Pierre de Matemale
Pour les articles homonymes, voir église Saint-Pierre.
L'église Saint-Pierre de Matemale est une église située à Matemale, dans le département français des Pyrénées-Orientales.

## Toponymie
L'église est citée en 1701 sous le nom d'iglesia de Sant Pere.

## Histoire
L'église paroissiale est dédiée à saint Pierre, patron du village. Elle date de 1413 mais d'importantes modifications ont été apportées jusqu'en 1869. Le clocher remanié à cette dernière date possède une histoire originale puisque la cloche de 450 kg fêlée lors de sa mise en place est restée à terre où elle est toujours.[réf. nécessaire]

## Architecture
Édifice du XIIIe siècle, qui a été rénové environ tous les cents ans.
C’est une église à nef unique, bordée de chapelles latérales et terminée en abside semi-circulaire.
Sont d’origine : les chapelles nord et sud, leur mobilier, l'autel et le retable datant du XVIe siècle.
L'autel est constitué d’une très épaisse pierre en granit poli.
La vierge du rosaire à gauche de l’autel est sculptée en bouleau par l'architecte Raaymakers. Il a également réparé les statues de style baroque (saint Pierre, sainte Anne, saint Joachim et la croix ancienne en bois) ; 
L’abside de style roman qui a été restauré en 1957 contient deux chevets semi-circulaires romans.
Le claveau situé au-dessus de la porte latérale est frappé des armes de Matemale de 1626 : première rénovation « Les clés de saint Pierre superposées et accostées  de deux croisettes pattées ».
La nef de style roman restaurée après 1957 constituée de deux arcs diaphragmes dont l’un fait fonction d’arc triomphale. Ces deux arcs soutiennent depuis 1957 la voûte qui est en briques.

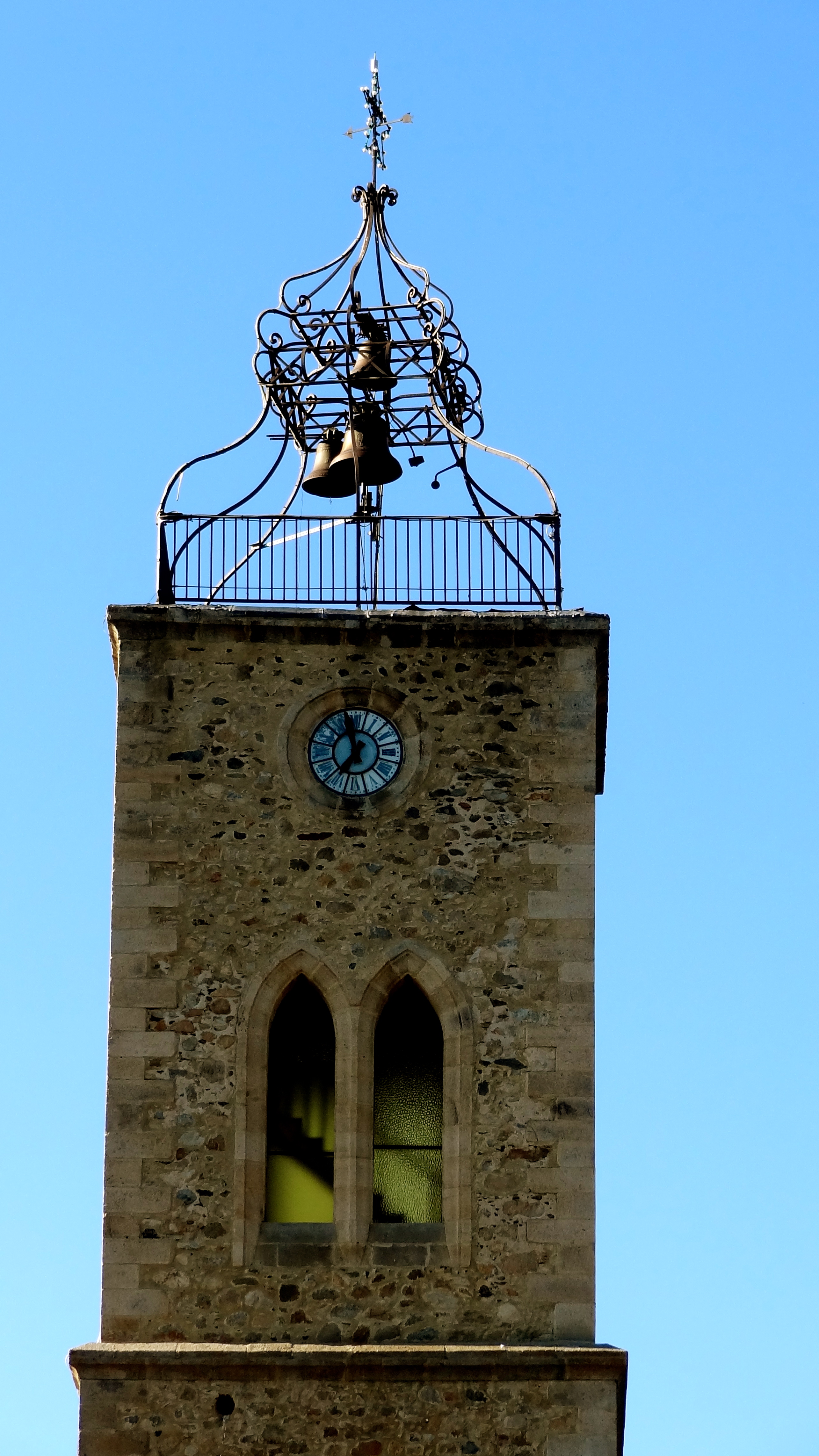
Le clocher
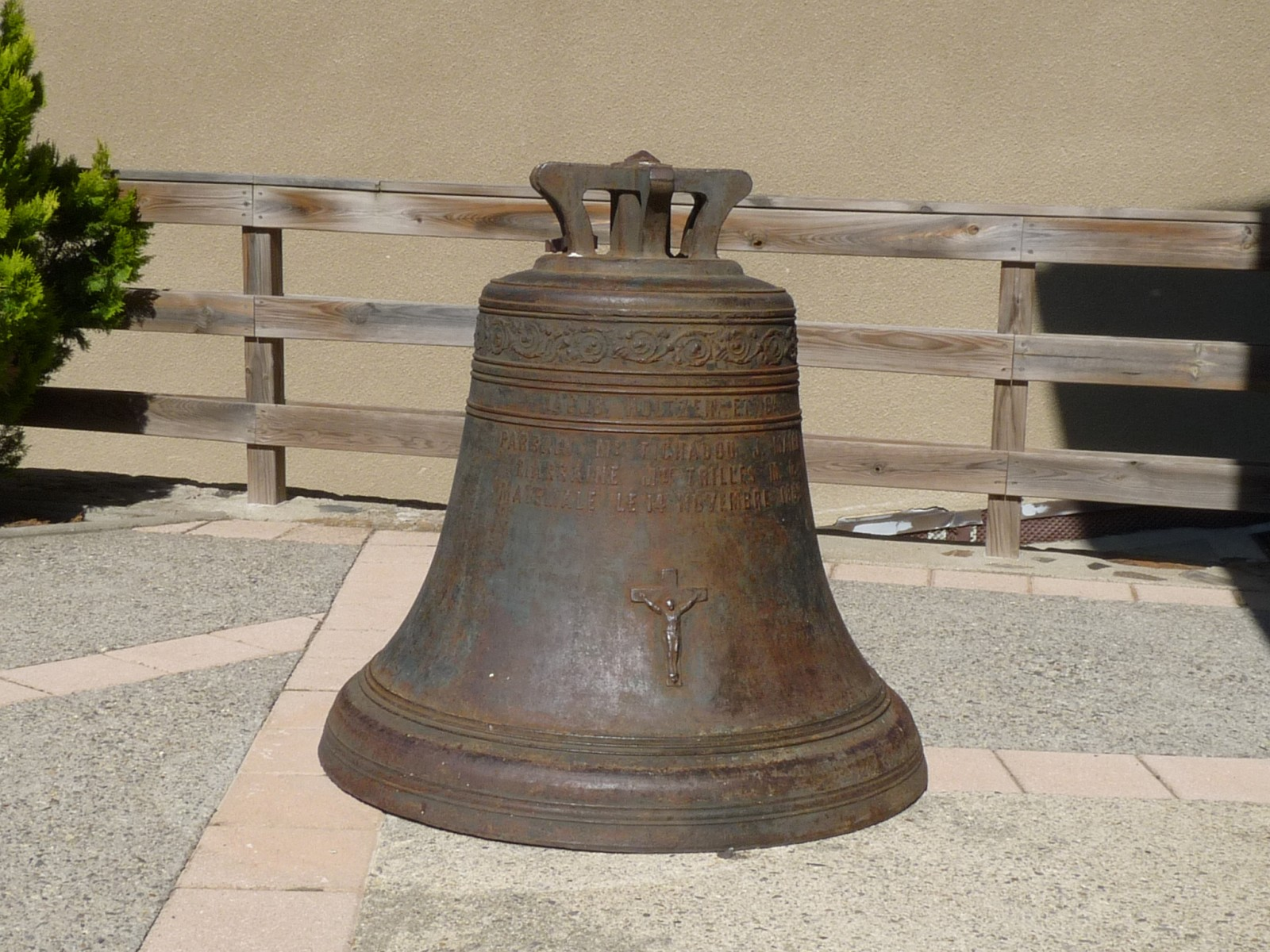
La cloche, devant l'entrée

## Mobilier
L'église renferme un calice en argent datant de 1708, et classé monument historique au titre objet depuis 1958.